# Mouvement du peuple (Tunisie)
Le Mouvement du peuple (arabe : حركة الشعب) est un parti politique tunisien qui s'inscrit dans la mouvance du socialisme et du nationalisme arabe.
Fondé en 2005 sous le nom de Mouvement des unionistes nassériens, il est reconnu le 8 mars 2011 sous le nom de Mouvement du peuple. Si une fusion est tentée rapidement avec le Mouvement unioniste progressiste pour former le Mouvement du peuple unioniste progressiste (MPUP), l'opération ne fait pas l'unanimité et l'autorisation légale est utilisée pour maintenir le parti sous la direction de Mohamed Brahmi. En 2012, le MPUP décide de réintégrer le Mouvement du peuple.

## Historique

### Fondation, scission et réunification
Le 8 mars 2011, deux partis idéologiquement très proches sont reconnus : le Mouvement unioniste progressiste, dirigé par l'ancien bâtonnier Béchir Essid, unioniste arabe (nassérien) de longue date emprisonné sous les régimes de Bourguiba et Ben Ali et proche du régime de Mouammar Kadhafi, et le Mouvement du peuple dirigé par Khaled Krichi, ancien secrétaire général de l'Association tunisienne des jeunes avocats et fondateur en mars 2005 du Mouvement des unionistes nassériens (non reconnu), dont il prend la suite.
Le 20 mars, les deux partis décident de fusionner et de créer le Mouvement du peuple unioniste progressiste (MPUP). Essid est désigné secrétaire général alors que Krichi est nommé porte-parole du parti. Cependant, cette fusion n'est pas appréciée par tous : du côté du premier mouvement, plusieurs dirigeants et militants démissionnent, Essid lui-même devant les suivre, alors que du côté du second, un seul des onze membres du bureau politique (Amor Chahed) refuse la fusion et utilise l'autorisation légale pour permettre la constitution d'un nouveau bureau présidé par Mohamed Brahmi.
Lors de l'élection de l'assemblée constituante, le MPUP se présente dans toutes les circonscriptions en Tunisie et dans deux circonscriptions à l'étranger. Il récolte 36 641 voix, soit 0,98 % des suffrages mais ne réussit pas à obtenir de siège, alors que le Mouvement du peuple de Brahmi obtient 30 259 voix, soit 0,75 % des voix, dans 29 circonscriptions (26 en Tunisie et trois à l'étranger) et obtient deux sièges : l'un pour son secrétaire général, qui s'est présenté dans son gouvernorat d'origine (Sidi Bouzid) où il obtient 3 617 voix dont 52 % dans le territoire des Ouled Brahim (Meknassy, Menzel Bouzaiane et Souk Jedid), et l'autre pour Mourad Amdouni, qui a la chance de voir sa liste placée à droite de celle d'Ennahdha sur le bulletin de vote à Bizerte. Il recueille 10 353 voix, en bénéficiant du vote erroné de plusieurs partisans d'Ennahdha.
Les dirigeants du MPUP décident de fusionner le 26 février 2012 avec le Mouvement du peuple, s'agissant en fait d'un retour aux sources puisque la nouvelle formation conserve le nom du parti vainqueur. Krichi assume son échec et se retire momentanément de la vie politique.

### Développement
À la suite de la décision de faire adhérer le parti au Front populaire, Brahmi démissionne le 7 juillet 2013 et annonce la création du Courant populaire ; il déclare alors que sa décision fait suite à un différend interne sur la relation entre le parti et Ennahdha. Brahmi est assassiné devant son domicile le 25 juillet.

## Bureau politique
Le bureau politique est composé en mars 2017 des membres suivants :
- Zouhair Maghzaoui
- Salem Labiadh
- Ridha Dallai
- Hichem Azlouk
- Salem Haddad
- Najiba Ben Hassine
- Zouhair Idoudi
- Badreddine Gammoudi
- Oussama Aouidet
- Fethi Belhaj
- Hafedh Souari
- Mohamed Bouchniba
- Ali Labyedh
- Youssef Ben Moussa
- Abdenaceur Laaradh
- Nacib Iskander
- Jilani Msaada
- Abdelmajid Bououni
- Hichem Hamdi
- Moncef Bouzazi
- Mohamed Msilini
- Abdelsalam Bouaïcha
- Haykel Mekki
- Adnene Hlali
- Mourad Khadhraoui
- Hedi Mhadheb
- Aouatef Ghamouki
- Ammar Rhouma
- Fathi Zouidi
- Walid Ghorfti

## Résultats électoraux

### Élections législatives
| Année     | Voix    | %    | Rang | Sièges   | Gouvernements               |
| --------- | ------- | ---- | ---- | -------- | --------------------------- |
| 2011 (AC) | 30 500  | 0,75 | 10e  | 2 / 217  | Opposition                  |
| 2014      | 45 799  | 1,34 | 9e   | 3 / 217  | Opposition                  |
| 2019      | 129 604 | 4,52 | 6e   | 15 / 217 | Coalition : Fakhfakh (2020) |
| 2022-2023 |         |      |      | 12 / 154 |                             |

### Élections présidentielles
| Année | Candidat                                                                              | Voix                                                                                  | %                                                                                     | Résultat                                                                              |                                                                                       |
| ----- | ------------------------------------------------------------------------------------- | ------------------------------------------------------------------------------------- | ------------------------------------------------------------------------------------- | ------------------------------------------------------------------------------------- | ------------------------------------------------------------------------------------- |
| 2014  | Pas de candidat                                                                       | Pas de candidat                                                                       | Pas de candidat                                                                       | Pas de candidat                                                                       | Pas de candidat                                                                       |
| 2019  | Pas de candidat, soutient officiellement Safi Saïd, qui a été éliminé au premier tour | Pas de candidat, soutient officiellement Safi Saïd, qui a été éliminé au premier tour | Pas de candidat, soutient officiellement Safi Saïd, qui a été éliminé au premier tour | Pas de candidat, soutient officiellement Safi Saïd, qui a été éliminé au premier tour | Pas de candidat, soutient officiellement Safi Saïd, qui a été éliminé au premier tour |
| 2024  | Zouhair Maghzaoui                                                                     | 52 903                                                                                | 1,97                                                                                  | 3e                                                                                    |                                                                                       |

### Élections municipales
| Année | Voix   | Rang | Conseillers | %    | Maires  | %    |
| ----- | ------ | ---- | ----------- | ---- | ------- | ---- |
| 2018  | 23 958 | 9e   | 100 / 7212  | 1,39 | 4 / 350 | 1,14 |

## Représentation
Lors des élections législatives de 2019, le parti remporte quinze sièges à l'Assemblée des représentants du peuple :
- Ridha Dallai, élu dans la circonscription de Béja ;
- Kamel Habib Farraj, élu dans la circonscription de Gabès ;
- Haykel Mekki, élu dans la circonscription de Gafsa ;
- Lotfi Ayadi, élu dans la circonscription de Jendouba ;
- Khaled Krichi, élu dans la circonscription de Kairouan ;
- Zouhair Maghzaoui, élu dans la circonscription de Kébili ;
- Abderrazzek Aouidet, élu dans la circonscription de la Manouba ;
- Hatem Boubakri, élu dans la circonscription du Kef ;
- Salem Labiadh, élu dans la circonscription de Médenine ;
- Leila Haddad, élue dans la circonscription de Médenine ;
- Houcem Moussa, élu dans la circonscription de Monastir ;
- Abdessalam Ben Amara, élu dans la première circonscription de Sfax ;
- Ali Ben Oun, élu dans la deuxième circonscription de Sfax ;
- Badreddine Gammoudi, élu dans la circonscription de Sidi Bouzid ;
- Mohsen Arfaoui, élu dans la circonscription de Tozeur.

## Groupe parlementaire
- Bloc démocrate (2019-2021)